# 埃倫頓 (佛羅里達州)
埃倫頓（英語：Ellenton）是位於美國佛羅里達州馬納提縣的一個人口普查指定地區。

## 地理
埃倫頓的座標為27°31′22″N 82°31′33″W / 27.52278°N 82.52583°W，而該地最高點為海拔高度3米（即10英尺）。

## 人口
根據2010年美國人口普查的數據，埃倫頓的面積為12.50平方千米，當中陸地面積為9.50平方千米，而水域面積為3.00平方千米。當地共有人口3142人，而人口密度為每平方千米251人。